# Trichomalopsis hemiptera
Trichomalopsis hemiptera är en stekelart som först beskrevs av Walker 1835.  Trichomalopsis hemiptera ingår i släktet Trichomalopsis och familjen puppglanssteklar. Arten är reproducerande i Sverige. Inga underarter finns listade i Catalogue of Life.